# Eustache IV de Boulogne
Eustache IV de Blois (né vers 1129  et mort probablement le 17 août 1153), fut comte de Boulogne de 1146 à 1153.

## Biographie
Il est le fils d'Étienne de Blois (mort en 1154), comte de Mortain, puis duc de Normandie (1135-1144) et roi d'Angleterre (1135-1154), et de Mathilde (morte en 1152), comtesse de Boulogne.
Il devient l'héritier du royaume d'Angleterre en 1135, quand son père s'empare du trône anglais. En 1137, il rend hommage pour le duché de Normandie au roi Louis VII de France, son futur beau-frère. Il est armé chevalier fin 1146 ou début 1147, ce qui permet d'estimer son année de naissance à 1129, s'il a alors 18 ans comme c'est la tradition. En même temps, il reçoit le titre de comte de Boulogne. En Angleterre, son père rencontre des difficultés, car sa cousine Mathilde l'Emperesse revendique également le trône et lui déclare la guerre. Il est fiancé à Constance de France (morte en 1176), fille de Louis VI le Gros, en février 1140, et marié peu après. Geoffroy V Plantagenêt, le mari de Mathilde, s'empare de la Normandie en 1144. Toutefois son rôle dans le conflit se limite jusque-là à celui d'un subordonné et d'un suiveur.
En 1149, Henri Plantagenêt, le fils de Mathilde l'Emperesse et de Geoffroy Plantagenêt, débarque en Angleterre pour reprendre la lutte pour le trône à son compte. Eustache le poursuit dans l'Ouest du royaume et le force à quitter le pays sans avoir rien accompli. Il traverse pour la France en 1151, et le combat avec son beau-frère Louis VII, mais sans succès. L'année suivante une coalition de plus grande ampleur reprend le combat, mais le contrôle d'Henri sur le duché n'est pas remis en cause.
À un conseil tenu à Londres le 6 avril 1152, Étienne demande aux barons de reconnaître Eustache comme leur prochain roi et de lui rendre hommage[réf. nécessaire]. Il essaie de faire couronner Eustache de son vivant, mais ses relations avec le clergé se sont tellement dégradées qu'il rencontre une vive opposition. Thibaut du Bec, l'archevêque de Cantorbéry, refuse d'accéder à la demande du roi, et le pape Eugène III refuse aussi de reconnaître Eustache comme successeur. Au siège de Wallingford en juillet 1153, en apprenant que son père et le duc de Normandie Henri Plantagenêt ont négocié un cessez-le-feu, il entre dans une colère noire après son père et quitte la cour. 
Aux alentours du 17 août 1153 en Est-Anglie, il meurt après avoir pillé l'abbaye de Bury St Edmunds. Il fut prétendu qu'il avait été frappé par la colère de Dieu. Selon Guillaume de Newburgh, le roi Étienne « fut grandement affligé par la mort du fils qu'il considérait comme son successeur, il continua à combattre, mais moins vigoureusement, et fut plus attentif aux discours des partisans de la paix ».
La nouvelle de la mort d'Eustache facilite évidemment la conclusion du conflit qui intervient quelques mois plus tard par le traité de Wallingford, et qui permet à Henri Plantagenêt de succéder au trône en 1154 sous le nom d'Henri II.
La Chronique anglo-saxonne donne à Eustache un mauvais caractère : « il était un homme mauvais et a causé plus de mal que de bien partout où il est allé ; il a ravagé les terres et a levé des impôts écrasants ». Il meurt sans descendance et est inhumé à l'abbaye de Faversham.

## Mariage
Il est fiancé en février 1140, et marié peu après à Constance de France (morte en 1176), fille de Louis VI le Gros, roi de France, et d'Alix de Maurienne. Ils n'eurent pas d'enfants et Constance se remarie avec Raymond V, comte de Toulouse.

### Sources
- Edmund King, « Eustace, count of Boulogne (c.1129–1153) », Oxford Dictionary of National Biography, Oxford University Press, 2004.
- Alain Lottin, Histoire de Boulogne-sur-Mer [détail des éditions].

- (en) Cet article est partiellement ou en totalité issu de l’article de Wikipédia en anglais intitulé « Eustace IV of Boulogne » (voir la liste des auteurs).